# Wittan
Wittan – herb własny rodzin szlacheckich Wittan oraz Witan. Pochodzi od herbu Pierzchała, ale różni się od niego tym, że na tarczy posiada dwa lwy zamiast charakterystycznej dla pierwowzoru wieży szachowej.

## Opis
Wittan herbu kolumna tak go zowią, przecież od zwyczajnego herbu Kolumny, bardzo daleki, bo powinny być dwa Lwy, barkami do siebie obrócone, do góry wspięci, na tylnych nogach stojący, łapa przednia u tego Lwa, co po prawej stronie tarczy stoi, do góry wyniesiona, lewa spuszczona, opak zaś u tego, który po lewej stronie jest, ogony zaś ich wzajem splecione do góry idą, na hełmie rozumiem że trzy pióra strusie.